# Aspidolea
Aspidolea (лат.) — род пластинчатоусых жуков из подсемейства Dynastinae. Неотропика. Около 25 видов от Мексики до Аргентины.

## Описание
Среднего размера жуки. От близких родов отличается следующими признаками: клипеус с боками слабо дивергирующими до прямых у основания, максиллы без зубцов. Самцы отличаются увеличенными передними ногами и крупными коготками. 

### Виды
- Aspidolea bleuzeni Dechambre, 1992[5]
- Aspidolea boulardi Dechambre, 1992
- Aspidolea brunnea Höhne, 1922[6]
- Aspidolea chalumeaui Endrödi, 1977
- Aspidolea clypeata (Burmeister, 1847)
- Aspidolea cognata Höhne, 1922
- Aspidolea collaris Endrödi, 1966
- Aspidolea epipleuralis Höhne, 1922
- Aspidolea fuliginea (Burmeister, 1847)
- Aspidolea gaudairethorei  Endrödi, 1980
- Aspidolea helleri (Höhne, 1922)
- Aspidolea kuntzeni Höhne, 1922
- Aspidolea laticeps (Harold, 1869)
- Aspidolea lindae Ratcliffe, 1978
- Aspidolea mimethes (Höhne, 1922)
- Aspidolea notaticollis Höhne, 1922
- Aspidolea pelioptera (Burmeister, 1847)
- Aspidolea quadrata  Endrödi, 1966
- Aspidolea singularis Bates, 1888
- Aspidolea suturalis (Höhne, 1922)
- Aspidolea suturella (Höhne, 1922)
- Aspidolea testacea (Höhne, 1922)[6]
- Aspidolea theresae Dupuis, 2000
- Aspidolea vicina Dechambre, 1992[5]